# محمدابراهیم نکونام
محمّدابراهیم نکونام (زادهٔ ۱۳۳۷ در گلپایگان) نمایندهٔ حوزهٔ انتخابیهٔ گلپایگان و خوانسار در دورهٔ هشتم مجلس شورای اسلامی بوده‌است.